# Bengt-Åke Gustafsson
Bengt-Åke Gustafsson, född 23 mars 1958 i Karlskoga, är en svensk ishockeytränare och före detta professionell ishockeyspelare. Sedan 1997 arbetar han också som tränare. Säsongen 2014/15 tränade han SCL Tigers som vann schweiziska Nationalliga B och kvalificerade sig till Nationalliga A.

## Gustafssons spelarkarriär
Gustafsson blev världsmästare som spelare 1987 i Österrike och 1991 i Finland. Han representerade Sverige i åtta stora turneringar: ett OS, fem VM och två Canada Cup. Totalt spelade han 117 A-landskamper.
I Sverige spelade han för KB Karlskoga, Färjestads BK samt Bofors IK. I NHL var han en av Washington Capitals ledargestalter under 1980-talet (1979/80-1989) nio säsonger med totalt 555 poäng, fördelat på 196 mål och 359 assist, på 629 grundspelsmatcher. Gustafsson är också femfaldig österrikisk mästare med VEU Feldkirch och vann 1998 EHL med samma lag.

## Gustafssons tränarkarriär
- Assisterande tränare för Schweiz landslag 1997–2001.
- Huvudtränare för VEU Feldkirch, Österrike 1998–99.
- Huvudtränare för SC Langnau Tigers, Schweiz 1999–2001.
- Huvudtränare för Färjestads BK 2001–2005.
- Förbundskapten för Tre Kronor 2005–2010.
- Huvudtränare för Atlant Mytisjtji 2011.
- Huvudtränare för Thomas Sabo Ice Tigers 2012-2013
- Sedan 2013 huvudtränare för SCL Tigers (2015)[1]

Som tränare ledde Gustafsson Färjestad till SM-guld 2002 och blev historisk när han 2006 blev den förste tränare någonsin som har fört ett ishockeylag till både OS- och VM-guld på en och samma säsong. 14 februari 2005 tog han över posten som förbundskapten för Tre Kronor, en post som han behöll till den 23 maj 2010, då Tre Kronor spelade bronsmatchen mot Tyskland i VM 2010, som svenskarna vann med 3–1.

## Priser och utmärkelser
- 1987 – Svenska Dagbladets guldmedalj ("bragdguldet") genom sitt deltagande i Tre Kronor
- 2006 – Tidningarnas Telegrambyrås idrottsledarpris (TT:s idrottsledarpris).
- 2007 – H.M. Konungens medalj av 8:e storleken i högblått band[3]
- 2007 – mottog han priset som 2006 års svenska ledare
- 2013 – Invald i Svensk ishockeys Hockey Hall of Fame

## Statistik

### Klubbkarriär
| 1973–74           | KB Karlskoga        | Div. 2            | 8   | 1   | 4   | 5   | 0   | 6  | 1  | 1  | 2  | 0  |
| 1974–75           | KB Karlskoga        | Div. 1            | 18  | 4   | 5   | 9   | 2   | —  | —  | —  | —  | —  |
| 1975–76           | KB Karlskoga        | Div. 2            | 1   | 7   | 3   | 10  |     | —  | —  | —  | —  | —  |
| 1976–77           | KB Karlskoga        | Div. 2            | 22  | 32  | 18  | 50  |     | —  | —  | —  | —  | —  |
| 1977–78           | Färjestads BK       | Elitserien        | 32  | 15  | 10  | 25  | 10  | —  | —  | —  | —  | —  |
| 1978–79           | Färjestads BK       | Elitserien        | 33  | 13  | 11  | 24  | 10  | 3  | 2  | 0  | 2  | 2  |
| 1978–79           | Edmonton Oilers     | WHA               | —   | —   | —   | —   | —   | 2  | 1  | 2  | 3  | 0  |
| 1979–80           | Washington Capitals | NHL               | 80  | 22  | 38  | 60  | 17  | —  | —  | —  | —  | —  |
| 1980–81           | Washington Capitals | NHL               | 72  | 21  | 34  | 55  | 26  | —  | —  | —  | —  | —  |
| 1981–82           | Washington Capitals | NHL               | 70  | 26  | 34  | 60  | 40  | —  | —  | —  | —  | —  |
| 1982–83           | Washington Capitals | NHL               | 67  | 22  | 42  | 64  | 16  | 4  | 0  | 1  | 1  | 4  |
| 1983–84           | Washington Capitals | NHL               | 69  | 32  | 43  | 75  | 16  | 5  | 2  | 3  | 5  | 0  |
| 1984–85           | Washington Capitals | NHL               | 51  | 14  | 29  | 43  | 8   | 5  | 1  | 3  | 4  | 0  |
| 1985–86           | Washington Capitals | NHL               | 70  | 23  | 52  | 75  | 26  | —  | —  | —  | —  | —  |
| 1986–87           | Bofors IK           | Div. 1            | 28  | 16  | 26  | 42  | 22  | —  | —  | —  | —  | —  |
| 1987–88           | Washington Capitals | NHL               | 78  | 18  | 36  | 54  | 29  | —  | —  | —  | —  | —  |
| 1988–89           | Washington Capitals | NHL               | 72  | 18  | 51  | 69  | 18  | 4  | 2  | 3  | 5  | 6  |
| 1989–90           | Färjestads BK       | Elitserien        | 37  | 22  | 24  | 46  | 14  | 10 | 4  | 10 | 14 | 18 |
| 1990–91           | Färjestads BK       | Elitserien        | 37  | 9   | 21  | 30  | 6   | 8  | 3  | 6  | 9  | 2  |
| 1991–92           | Färjestads BK       | Elitserien        | 35  | 12  | 20  | 32  | 30  | 6  | 2  | 5  | 7  | 2  |
| 1992–93           | Färjestads BK       | Elitserien        | 40  | 17  | 16  | 33  | 32  | 3  | 0  | 1  | 1  | 0  |
| 1993–94           | VEU Feldkirch       | ÖEL               | 54  | 20  | 43  | 63  | 0   | —  | —  | —  | —  | —  |
| 1994–95           | VEU Feldkirch       | ÖEL               | 41  | 21  | 42  | 63  | 0   | —  | —  | —  | —  | —  |
| 1995–96           | VEU Feldkirch       | ÖEL               | 36  | 20  | 46  | 66  | 14  | —  | —  | —  | —  | —  |
| 1996–97           | VEU Feldkirch       | ÖEL               | 52  | 24  | 54  | 78  | 10  | —  | —  | —  | —  | —  |
| 1997–98           | VEU Feldkirch       | ECC               | 6   | 2   | 6   | 8   | 2   | 4  | 1  | 3  | 4  | 2  |
| 1997–98           | VEU Feldkirch       | ÖEL               | 46  | 10  | 30  | 40  | 16  | —  | —  | —  | —  | —  |
| 1998–99           | VEU Feldkirch       | ÖEL               | 2   | 0   | 0   | 0   | 2   | —  | —  | —  | —  | —  |
| Elitserien totalt | Elitserien totalt   | Elitserien totalt | 214 | 88  | 102 | 190 | 96  | 30 | 11 | 22 | 33 | 18 |
| ÖEL totalt        | ÖEL totalt          | ÖEL totalt        | 231 | 95  | 215 | 310 | 42  | —  | —  | —  | —  | —  |
| WHA totalt        | WHA totalt          | WHA totalt        | —   | —   | —   | —   | —   | 2  | 1  | 2  | 3  | 0  |
| NHL totalt        | NHL totalt          | NHL totalt        | 629 | 196 | 359 | 555 | 196 | 18 | 5  | 10 | 15 | 10 |